# 龍井林家

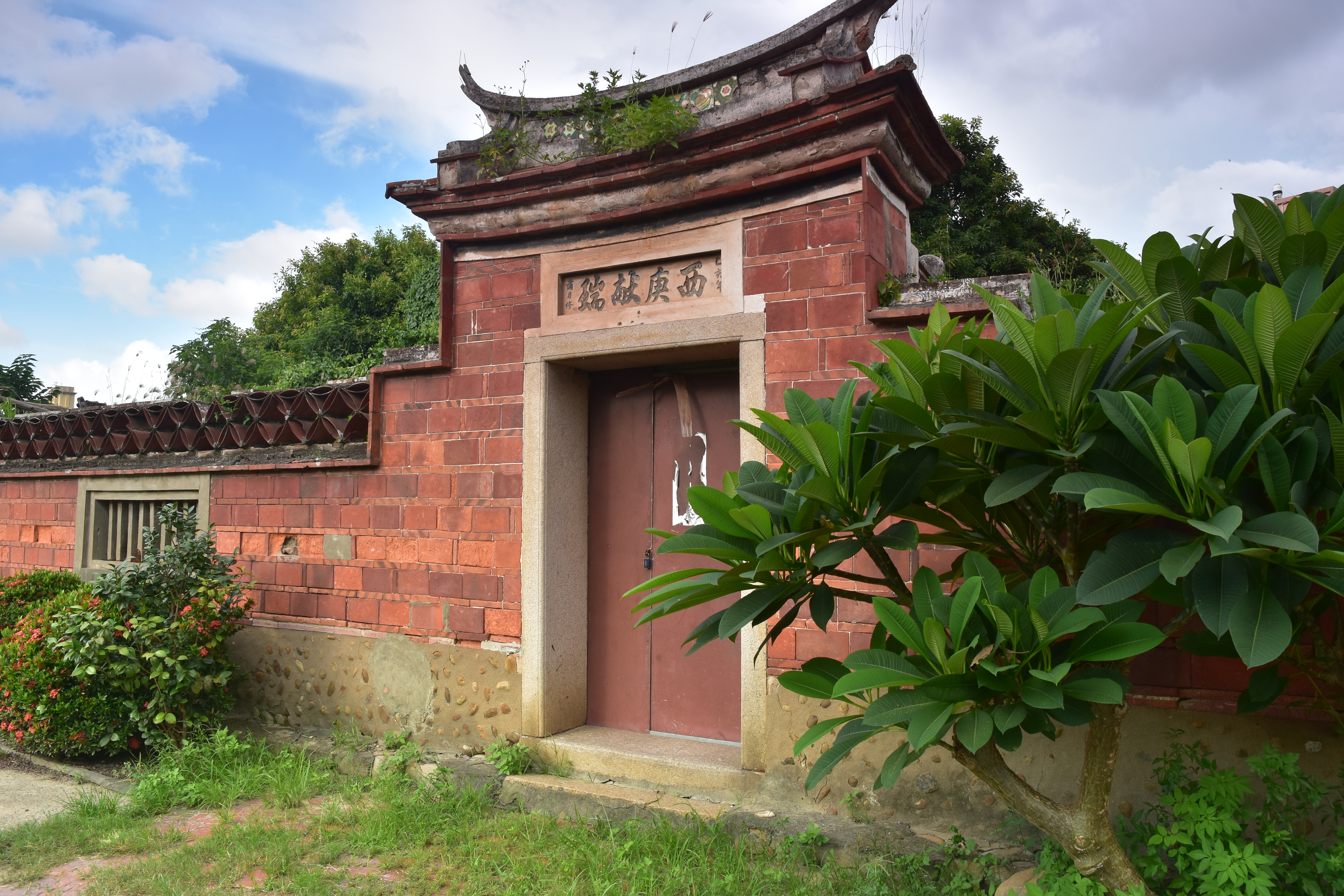
市定古蹟龍井林宅

龍井林家是臺灣清治時期臺中龍井的林姓地主、郊商家族。林家開臺祖林良出身福建漳州府漳浦縣烏石鄉，約於雍正、乾隆年間自唐山渡海移民臺灣，落腳於中部地區的塗葛堀，從事港口僱傭。其子林三會轉往三塊厝發展，後因販運米穀至汕頭、廈門及福州等地而致富，開始兼營開墾，拓墾土地三十甲；然而後因泉漳械鬥與土地流失而遷居今山腳里一帶，並改向當地大租戶施姓家族贌地立足。林三會過世時，林家僅有田產15甲，約120石租穀；此後林家迅速擴張田產，至1891年清治末期已有大小租穀4694石，其中以林文炳、林永尚父子領導時期增長最為快速。
至林永尚時期，除持續經營土地事業，更成立「金本發」、「林本榮」等商號分別經營雜貨與米穀、鴉片生意。1891年，成立「金頂發」商號經營蔗廍，並由其金本發商號經銷。